# Cacatoès de Ducorps
Pour les articles homonymes, voir Ducorps.
Cacatua ducorpsii
Espèce
Statut de conservation UICN

 LC  : Préoccupation mineure
Statut CITES
Le Cacatoès de Ducorps (Cacatua ducorpsii) est une espèce d'oiseau appartenant à la famille des Cacatuidae.

## Description
Le Cacatoès de Ducorps est le plus blanc de tout le groupe des cacatoès blancs. Il ne présente une coloration jaune que sous les ailes et la queue. Le reste de son plumage est blanc avec des reflets miroitants sans aucune nuance d'une autre couleur.
Il arbore une longue huppe triangulaire, arrondie bien développée. Elle est souvent dressée. Il arbore un manteau et une poitrine plutôt rosâtre à la base des plumes.
Les yeux des adultes sont brun foncé chez le mâle et brun rougeâtre chez la femelle. Ils acquièrent leur couleur définitive que vers l’âge de 2 à 3 ans. Ils sont entourés d'un cercle orbital de peau nue bleu ciel. Le bec et les pattes sont gris très clair.
Cet oiseau mesure 30 à 31 cm pour une masse d'environ 360 g.

## Répartition
Cet oiseau est réparti sur des archipels volcaniques à l’est de la nouvelle Guinée, peuplant ainsi les îles Salomon de Bougainville à Malaita.
Le cacatoès de Ducorps a commencé à faire son apparition en Europe en 1990, année où les importations ont été autorisées. Il est important de rappeler que les importations restent tout de même soumises à des contrôles stricts : contrôles réguliers.
Les cacatoès de Ducorps commencent aujourd’hui à être de moins en moins rare en aviculture, et les prix moins élevés qu’il y a quelques années (entre 1 000 et 1 500 euros l'unité).
Le cacatoès de Ducorps n’est pas une espèce menacée d’extinction, effectivement il figure en annexe 2B de Washington. Il s'agit d'un classement des espèces dans des différents types de catégories selon le nombre d'individus dans le monde.

## Reproduction
Les cacatoès de Ducorps se reproduisent de juin à septembre en milieu naturel et de mars à août en captivité. La reproduction est déclenchée par une durée d’éclairage journalière plus élevée ainsi qu’une source de nourriture plus abondante.  La femelle pond deux ou trois œufs. L'incubation dure 27 jours. Les jeunes demeurent neuf semaines au nid

## Comportement

### En captivité
Il s’agit d’une espèce de perroquet assez bruyante avec des cris parfois stridents. Il est très affectueux et comme toutes sortes de cacatoès, il a un grand besoin de voler, se défouler et recevoir beaucoup d’affection de la part de son propriétaire.
Le Ducorps doit toujours avoir la possibilité de s’occuper quand son propriétaire doit s’absenter (jouets, baignoires, branches...). Effectivement, cette espèce est très sensible au picage, il s’agit d’une mutilation qui consiste pour le perroquet à s’arracher les plumes quand il s’ennuie ou ressent du stress. 

### En milieu naturel
Ces perroquets peuvent vivre aussi bien dans les plaines que dans les régions boisées ou hautes forêts de montagne. Oiseaux criards, ils évoluent bruyamment et aiment se percher au sommet des grands arbres.
Ils ont pour habitude de toujours se déplacer en couple ou en petits groupes pendant les saisons hors reproduction. Ils se nourrissent essentiellement de fleurs, bourgeons, feuilles, graines, baies, fruits, noix, larves ou encore insectes. Malgré leur caractère craintif, ils n'hésitent pas à voler une partie des récoltes des villageois